# George Birkbeck
Pour les articles homonymes, voir Birkbeck (homonymie).
George Birkbeck, né le 10 janvier 1776 et mort le 1er décembre 1841, est un physicien britannique, philanthrope, universitaire, pionnier dans l'éducation pour adultes et professeur de philosophie naturelle à l'Université de Strathclyde. Il est le fondateur de la Birkbeck, université de Londres, établissement créé pour permettre aux adultes de se former en parallèle de leur travail.

## Biographie
Né dans une famille appartenant à la Société religieuse des Amis (son père est marchand et banquier) à Settle, Yorkshire du Nord, Birkbeck commence ses études à la Sedbergh School puis termine ses études de médecine à l'Université d'Edimbourg en 1799 avec un diplôme de médecine. Il est de la même famille Birkbeck que le pionnier de l'Illinois, réformateur social, auteur, publiciste et innovateur agricole du début du XIXe siècle Morris Birkbeck. Avant de pratiquer la médecine, il se lance d'abord dans une carrière universitaire, étant nommé professeur de philosophie naturelle à l'institution Andersonian, qui devient plus tard Université de Strathclyde à Glasgow.
Après que les mécaniciens commencent à poser des questions sur l'appareil qu'il utilise dans ses conférences, il a l'idée d'organiser des conférences publiques gratuites sur les « arts mécaniques » (vers 1800-1804). Ces événements du samedi soir s'avèrent très populaires et se sont poursuivis après son départ pour Londres, conduisant à la formation en 1821 du premier Mechanics Institutes à Glasgow.
Travaillant comme médecin à Londres en 1823, Birkbeck, avec Jeremy Bentham et des députés John Hobhouse et Henry Brougham se sont réunis pour discuter de l'éducation des ouvriers de Londres. Pour y parvenir, ils fondèrent le London Mechanics Institute en novembre 1823 - dont Birkbeck fut le premier président. Le concept du Mechanics Institute a été rapidement adopté dans de nombreuses autres villes du Royaume-Uni et d'outre-mer, mais son association avec l'institution révolutionnaire de Londres a été marquée par le changement de nom de Birkbeck Literary and Scientific Institution en 1866 (maintenant Birkbeck College, qui fait partie de l'Université de Londres).
Il meurt en 1841 chez lui à Finsbury Square et est enterré au Kensal Green Cemetery, Londres. Un monument se trouve également dans l'église de St Alkelda à Giggleswick, près de sa ville natale à Settle.